# Jabloň
Jabloň (in ungherese Tótalmád, in tedesco Apfelbaum) è un comune della Slovacchia facente parte del distretto di Humenné, nella regione di Prešov.
Il villaggio venne menzionato per la prima nel 1405 tra i possedimenti della Signoria di Humenné. Nel XVIII secolo passò ai conti Almássy e nel XIX secolo passò ai Malatinyi/Malatinsky. Dal 1940 al 1942 il gerarca nazista Hermann Göring si appropriò delle vaste foreste dell'area, dal cui sfruttamento ricavò un'immensa fortuna.
Il suo nome in lingua slovacca significa "melo".